# ヤン・フェルトンゲン
ヤン・ベルト・リーフェ・フェルトンゲン（Jan Bert Lieve Vertonghen、1987年4月24日 - ）は、ベルギー・フランデレン地域オースト＝フランデレン州シント＝ニクラース出身の元サッカー選手。元ベルギー代表。同国代表最多出場記録保持者。現役時代のポジションはディフェンダー、ミッドフィールダー。
ヴェルトンゲンと表記されることもある。

## クラブ経歴

### アヤックス時代

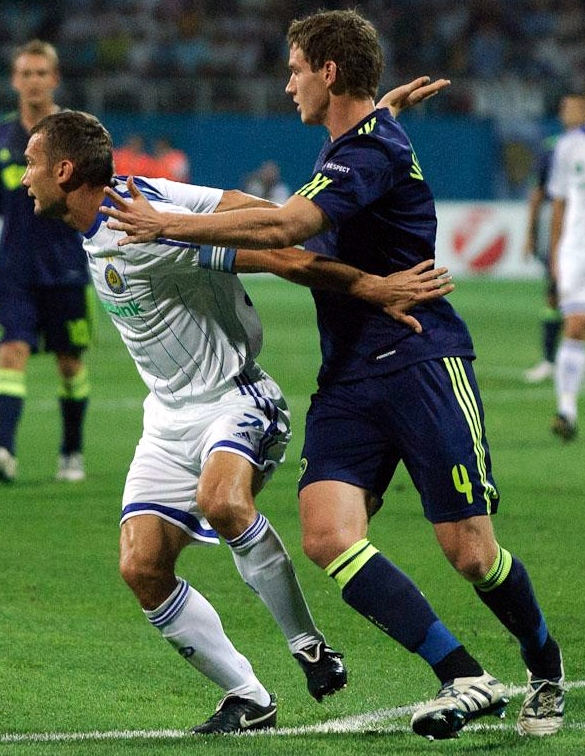
フェルトンゲン（右）とシェフチェンコ

母国のVK Tielrodeやジェルミナル・ベールスホットの下部組織でプレーした後、2003年にオランダ・エールディヴィジのAFCアヤックスの下部組織と契約を交わした。初めのうちはミッドフィールダーとしてプレーしていたが、やがてセンターバックとしてプレーするようになった。リザーブチームに在籍していた2005-06シーズン、KNVBカップのSCカンブール・レーワルデン戦で初めてアムステルダム・アレナのピッチに立ち、この試合で奇妙な得点を挙げている。ヨング・アヤックスのチームメイトが負傷し、相手選手がボールをピッチ外に出したため、フェルトンゲンはボール保持権を返そうと相手キーパーにロングボールを送った。しかし、このボールはキーパーの頭上を超えてゴールネットに突き刺さった。この得点が故意のシュートによるものでなかったのは明らかであったため、ヨング・アヤックスの選手たちはスポーツマンシップに則ってカンブールに1点を与えた。2006年8月23日、UEFAチャンピオンズリーグ予選3回戦のFCコペンハーゲン戦でトップチームデビューを果たした。アムステルダム・アレーナでのヴィレムIIとのリーグ戦(6-0)で初めて先発出場し、2006-07シーズン前半戦にはさらに2試合に出場した。2007年1月、成績不振に苦しんでいたRKCヴァールヴァイクにレンタル移籍した。RKCヴァールヴァイクでは12試合に出場して3得点を挙げたが、チームをエールステディヴィジ（2部）降格から救うことはできなかった。
2007-08シーズンはアヤックスに復帰したが、ヨニー・ハイティンハとトーマス・フェルメーレンの存在や深刻な負傷などが影響し、成長を遂げることはできなかった。フェルトンゲンは左サイドなら最終ラインでも中盤でもプレーできるが、アヤックスのレジェンドであるヨハン・クライフはこの左利きの若者に対しての称賛を隠さなかった。2008年9月26日、クラブとの契約を2013年6月30日まで延長した。2008-09シーズンは若きディフェンダーにとって飛躍のシーズンとなった。2008年夏にハイティンハがアトレティコ・マドリードに移籍し、フェルトンゲンが不動のレギュラーであるフェルメーレンの相方の一番手となった。出場した26試合のうち23試合に先発出場し、9月28日のSBVフィテッセ・アーネム戦 (3-0) での2得点を含む4得点を挙げた。マルコ・ファン・バステン監督が必勝を期した1月24日のFCフローニンヘン戦でも出場したが、厳しい判定によるイエローカード2枚で退場処分を受け、アヤックスは0-1で敗れた。3月1日のFCユトレヒト戦でハムストリングを負傷して1ヶ月ほど離脱したが、シーズンのラスト数試合での復帰は時期尚早であり、別箇所の負傷を引き起こした。

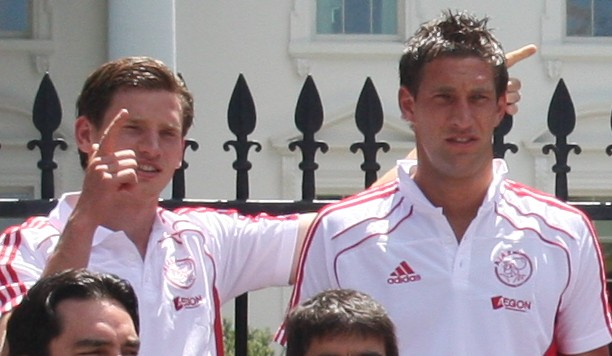
フェルトンゲン（左）と守護神のステケレンブルフ

2009年夏にマルティン・ヨル監督が就任すると、フェルメーレンがアーセナルに移籍したこともあり、2009-10シーズンはレギュラーポジションを手に入れた。ベルギー代表招集中に爪先を負傷したが、その1週間後の9月13日に行われたNACブレダ戦 (6-0) では直接フリーキックでシーズン初得点を挙げた。フェルメーレンの代わりに同じベルギー人のトビー・アルデルヴァイレルトとコンビを組むと、アルデルヴァイレルトとフェルトンゲンのコンビはすぐにファンのお気に入りとなった。シーズン前半戦からウィンターブレーク明けの1月までのチームは不安定な状態だったが、その後は力強いパフォーマンスを見せた。2010年1月22日のAZアルクマール戦(1-0)で完封勝利を果たすと、FCユトレヒト戦まで6戦連続無失点試合を達成した。PSVアイントホーフェン戦 (4-1) で無失点記録が途切れたが、この試合の失点はPKによるものであった。2月から最終節にかけてリーグ戦で14連勝を飾り、フェルトンゲンはこの快進撃に重要な役割を果たした。2010-11シーズン終盤には、シーズン終了後の移籍の可能性をにおわせた。2011年5月7日、KNVBカップ決勝のFCトゥウェンテ戦に2-3で敗れて準優勝に終わった。2011-12シーズンもオランダ年間最優秀選手賞を受賞するなど、フェルトンゲンはアヤックス最高の選手のひとりであり続けた。

### トッテナム・ホットスパー時代
2011-12シーズン終了後には本人が国外でのプレーを希望していたことから、プレミアリーグのクラブを中心に多くの関心が寄せられた。アヤックスとの契約上の諸問題からやや交渉が難航するものの2012年7月12日、以前よりフェルトンゲンを高く評価していたトッテナム・ホットスパーFCへの移籍完了が発表された。その2日後、ブレントフォードFCとの親善試合 (3-2) にセンターバックとして出場しトッテナムでのデビューを果たした。2012-13シーズンはセンターバックとしてレギュラーに定着した。また、試合によっては左サイドバックもこなした。3月には3ゴールをあげるなどの活躍をし3月のプレミアリーグ月間最優秀選手に選ばれ、チームメイトのガレス・ベイルと共に年間ベストイレブンにも選出された。
2015-16シーズンよりチームの副主将に就任し、2016年12月トッテナムとの契約を2019年まで延長した。
2017-18シーズンは大きな怪我も無く試合出場を続け、自身2度目となるプレミアリーグ年間ベストイレブンに選出された。
2018-19シーズンの開幕戦、ニューカッスル戦ではゴールライン・テクノロジーの判定となったがトッテナムのシーズン最初のゴールを決めた。UEFAチャンピオンズリーグのラウンド16ドルトムント戦1stレグでは左SBとしてプレーし、47分にソン・フンミンの先制点をアシストすると、83分にはセルジュ・オーリエのクロスに左足ボレーで合わせて得点。1G1Aの活躍で3-0の勝利に貢献し、クラブをベスト8に導いた。準々決勝マンチェスター・シティ戦にも2戦フル出場し、クラブの準決勝進出に貢献した。準決勝アヤックス戦1stレグでは、30分の味方FKを競り合った際、チームメイトの後頭部に顔面を打ちつけてしまい、嘔吐して歩くこともままならずピッチを去った。試合にも0-1で敗れたが、2ndレグでは先発出場し逆転勝利に貢献した。
2019-20シーズンはダビンソン・サンチェスやCBにコンバートしたエリック・ダイアーの台頭により出場機会を減らしたが、第17節のウルヴァーハンプトン戦では91分にCKからヘディングで決勝点を挙げた。2020年7月27日、8年間所属したトッテナムを契約満了によって退団する事を発表した。

### ベンフィカ時代
2020年8月14日、SLベンフィカと2023年までの契約を結んだことが発表された。加入後2年間は主力として通算88試合に出場していたものの、2022-23シーズンは8月13日に行われたリーグ戦1試合の出場に留まり、2022年9月2日にクラブを去ることがクラブ公式サイトで発表された。

### アンデルレヒト時代
2022年9月2日、ベンフィカ退団と同時にRSCアンデルレヒトに移籍することが発表された。背番号は14番で、35歳で自身初となる母国リーグでの挑戦となった。
2024-25シーズンを最後に現役引退することを発表した。

## 代表経歴
2006年にU-21ベルギー代表デビューし、2007年にはUEFA U-21欧州選手権に出場した。6月21日、ポルトガル戦 (1-2) でベルギーA代表デビューした。2008年にはU-23ベルギー代表として北京オリンピックに出場し、期待以上の4位という成績を収めた。2010 FIFAワールドカップ・ヨーロッパ予選でレギュラーに定着し、クラブでもコンビを組んでいたトーマス・フェルメーレンとセンターバックのコンビを組んだ。2009年8月12日、チェコとの親善試合 (1-3) で代表初得点となる先制点を挙げた。9月7日のワールドカップ予選・スペイン戦で爪先を負傷し、29分にストレッチャーに乗せられて途中交代した。11月14日、ハンガリーとの親善試合 (3-0) で先発に復帰した。
2014 FIFAワールドカップに出場、グループリーグの韓国戦では決勝点を決めた。
2018 FIFAワールドカップ、大会直前の親善試合、ポルトガル戦でベルギー史上初の代表100試合出場を達成、本大会では決勝トーナメント1回戦の日本戦で2-0と日本にリードされている中、その後の2-3の逆転劇への口火を切ることになる1点目のゴールを決めるなど、ベルギー代表のワールドカップ3位に貢献した。
2024年、UEFA EURO 2024では決勝トーナメント1回戦、フランス戦でコロ・ムアニのシュートが当たり、オウンゴールとなり、チームは敗退した。7月5日、代表引退を表明した。

## エピソード
RKCへのレンタル時代の3得点の中にはアヤックスとのホームゲーム (2-2) でのゴールも含まれており、この試合を引き分けたことで結果としてアヤックスはこのシーズンの優勝を逃すことになった。
2010年にアヤックスでKNVBカップを制した後、優勝セレモニーにおいてマイクを手にアンチ・フェイエノールト・リートである'kutkakkerlakken'を歌う行為に及び、後日ジェネラル・ディレクターのリック・ファン・デ・ボーフと共にクラブサイトで謝罪した。KNVBから2試合の出場停止処分を受けた。このためフェイエノールト・サポーターはもちろん、他チームのサポーターからも嫌われており、2011年12月には『フットボール・インターナショナル』誌でのアンケートにおいてオラ・トイヴォネンに僅差で続く「フットボール選手の中で最大の厄介者」2位に選ばれている (対象はオランダでプレーする選手に限らなかったが、トップ20でエールディヴィジから選ばれたのはこの2人だけ)。
2020年12月、「ガーディアン」紙の取材に対し、前述したアヤックス戦1stレグでの事故後、復帰してからも長期間に渡って頭痛や眩暈などの症状に悩まされていたことを明かした。

## 個人成績

### クラブ
2022-23シーズン終了時点
| クラブ                   | シーズン     | リーグ戦                 | リーグ戦 | リーグ戦 | 国内カップ | 国内カップ | リーグカップ | リーグカップ | 国際大会 | 国際大会 | その他 | その他 | 合計 | 合計 |
| クラブ                   | シーズン     | ディヴィジョン           | 出場     | 得点     | 出場       | 得点       | 出場         | 得点         | 出場     | 得点     | 出場   | 得点   | 出場 | 得点 |
| ------------------------ | ------------ | ------------------------ | -------- | -------- | ---------- | ---------- | ------------ | ------------ | -------- | -------- | ------ | ------ | ---- | ---- |
| アヤックス               | 2006-07      | エールディヴィジ         | 3        | 0        | 0          | 0          | -            | -            | 3        | 0        | 0      | 0      | 6    | 0    |
| アヤックス               | 2007-08      | エールディヴィジ         | 31       | 2        | 3          | 0          | -            | -            | 1        | 0        | 2      | 0      | 37   | 2    |
| アヤックス               | 2008-09      | エールディヴィジ         | 26       | 4        | 2          | 0          | -            | -            | 7        | 1        | -      | -      | 35   | 5    |
| アヤックス               | 2009-10      | エールディヴィジ         | 32       | 3        | 7          | 0          | -            | -            | 10       | 0        | -      | -      | 49   | 3    |
| アヤックス               | 2010-11      | エールディヴィジ         | 32       | 6        | 6          | 1          | -            | -            | 13       | 1        | 0      | 0      | 51   | 8    |
| アヤックス               | 2011-12      | エールディヴィジ         | 31       | 8        | 3          | 2          | -            | -            | 8        | 0        | 0      | 0      | 42   | 10   |
| アヤックス               | 通算         | 通算                     | 155      | 23       | 21         | 3          | -            | -            | 42       | 2        | 2      | 0      | 220  | 28   |
| ヴァールヴァイク (loan)  | 2006-07      | エールディヴィジ         | 12       | 3        | 1          | 0          | -            | -            | -        | -        | -      | -      | 13   | 3    |
| トッテナム・ホットスパー | 2012-13      | プレミアリーグ           | 34       | 4        | 1          | 0          | 2            | 1            | 12       | 1        | -      | -      | 49   | 6    |
| トッテナム・ホットスパー | 2013-14      | プレミアリーグ           | 23       | 0        | 0          | 0          | 2            | 0            | 8        | 1        | -      | -      | 33   | 1    |
| トッテナム・ホットスパー | 2014-15      | プレミアリーグ           | 32       | 0        | 2          | 0          | 6            | 0            | 7        | 0        | -      | -      | 47   | 0    |
| トッテナム・ホットスパー | 2015-16      | プレミアリーグ           | 29       | 0        | 0          | 0          | 0            | 0            | 4        | 0        | -      | -      | 33   | 0    |
| トッテナム・ホットスパー | 2016-17      | プレミアリーグ           | 33       | 0        | 3          | 0          | 0            | 0            | 6        | 0        | -      | -      | 42   | 0    |
| トッテナム・ホットスパー | 2017-18      | プレミアリーグ           | 36       | 0        | 4          | 1          | 1            | 0            | 6        | 0        | -      | -      | 47   | 1    |
| トッテナム・ホットスパー | 2018-19      | プレミアリーグ           | 22       | 1        | 1          | 0          | 1            | 0            | 10       | 1        | -      | -      | 34   | 2    |
| トッテナム・ホットスパー | 2019-20      | プレミアリーグ           | 23       | 1        | 4          | 1          | 0            | 0            | 3        | 0        | -      | -      | 30   | 2    |
| トッテナム・ホットスパー | 通算         | 通算                     | 232      | 6        | 15         | 2          | 12           | 1            | 56       | 3        | -      | -      | 315  | 12   |
| ベンフィカ               | 2020-21      | プリメイラ・リーガ       | 28       | 0        | 3          | 0          | 1            | 0            | 9        | 1        | 1      | 0      | 42   | 1    |
| ベンフィカ               | 2021-22      | プリメイラ・リーガ       | 28       | 0        | 3          | 0          | 2            | 0            | 13       | 0        | -      | -      | 46   | 0    |
| ベンフィカ               | 2022-23      | プリメイラ・リーガ       | 1        | 0        | -          | -          | -            | -            | 0        | 0        | -      | -      | 1    | 0    |
| ベンフィカ               | 通算         | 通算                     | 57       | 0        | 6          | 0          | 3            | 0            | 22       | 1        | 1      | 0      | 89   | 1    |
| アンデルレヒト           | 2022-23      | ジュピラー・プロ・リーグ | 24       | 1        | 1          | 0          | -            | -            | 11       | 1        | -      | -      | 36   | 2    |
| アンデルレヒト           | 2023-24      | ジュピラー・プロ・リーグ | 34       | 3        |            |            |              |              |          |          |        |        |      |      |
| アンデルレヒト           | 通算         | 通算                     | 58       | 4        | 1          | 0          | -            | -            | 11       | 1        | -      | -      | 36   | 2    |
| キャリア通算             | キャリア通算 | キャリア通算             | 480      | 33       | 44         | 5          | 15           | 1            | 131      | 7        | 3      | 0      | 673  | 46   |

### 代表
- 国際Aマッチ 153試合 10得点（2007年-）[30]

| ベルギー代表 | 国際Aマッチ | 国際Aマッチ |
| 年           | 出場        | 得点        |
| ------------ | ----------- | ----------- |
| 2007         | 6           | 0           |
| 2008         | 7           | 0           |
| 2009         | 7           | 1           |
| 2010         | 7           | 0           |
| 2011         | 8           | 1           |
| 2012         | 9           | 2           |
| 2013         | 10          | 0           |
| 2014         | 13          | 1           |
| 2015         | 9           | 1           |
| 2016         | 13          | 0           |
| 2017         | 9           | 2           |
| 2018         | 12          | 1           |
| 2019         | 8           | 0           |
| 2020         | 5           | 0           |
| 2021         | 13          | 0           |
| 2022         | 9           | 0           |
| 2023         | 8           | 1           |
| 2024         |             |             |
| 通算         | 153         | 10          |

### 代表での得点
| 得点 | 日時           | 場所               | 相手                     | スコア | 結果  | 大会                                    |
| ---- | -------------- | ------------------ | ------------------------ | ------ | ----- | --------------------------------------- |
| 1    | 2009年8月12日  | テプリツェ         | チェコ                   | 3 - 1  | 3 - 1 | 親善試合                                |
| 2    | 2011年3月29日  | ブリュッセル       | アゼルバイジャン         | 4 - 1  | 4 - 1 | UEFA EURO 2012予選                      |
| 3    | 2012年8月15日  | ブリュッセル       | オランダ                 | 4 - 2  | 4 - 2 | 親善試合                                |
| 4    | 2012年9月7日   | カーディフ         | ウェールズ               | 0 - 2  | 0 - 2 | 2014 FIFAワールドカップ・ヨーロッパ予選 |
| 5    | 2014年6月26日  | サンパウロ         | 韓国                     | 0 - 1  | 0 - 1 | 2014 FIFAワールドカップ                 |
| 6    | 2015年11月13日 | ブリュッセル       | イタリア                 | 1 - 1  | 3 - 1 | 親善試合                                |
| 7    | 2017年9月4日   | ピレウス           | ギリシャ                 | 0 - 1  | 1 - 2 | 2018 FIFAワールドカップ・ヨーロッパ予選 |
| 8    | 2017年10月7日  | サラエヴォ         | ボスニア・ヘルツェゴビナ | 2 - 3  | 3 - 4 | 2018 FIFAワールドカップ・ヨーロッパ予選 |
| 9    | 2018年7月2日   | ロストフ・ナ・ドヌ | 日本                     | 1-2    | 3-2   | 2018 FIFAワールドカップ                 |

## タイトル

### クラブ
AFCアヤックス
- エールディヴィジ : 2010-11, 2011-12
- KNVBカップ : 2009-10

### 個人
- オランダ年間最優秀選手賞 : 2011-12
- AFCアヤックス 最優秀選手賞 : 2011-12
- AFCアヤックス 最優秀若手選手賞 : 2007-08
- PFA年間ベストイレブン : 2013, 2018